# كازوهيرو ياماجي
كازوهيرو ياماجي (山路和弘 ياماجي كازوهيرو) هو ممثل ياباني ولد في 4 يونيو 1954 في محافظة ميه.

## أدواره في السينما اليابانية
- فيلم كامن رايدر بليد: ميسينغ إيس - كي كاراسوما

## أدواره في التوكوساتسو
- كامن رايدر بليد - كي كاراسوما

## أدواره في الأنمي

### مسلسلات أنمي تلفزيونية
- ون بنش مان - سيلفرفانغ
- جبهة حاجز الدم - ياهابيو
- دورارارا!! ×2 المقدمة - دراكون
- لاست إكسايل - ريسيوس داغوبيل
- سورد آرت أونلاين - شوزو يوكي
- سبيس داندي - والد مياو
- ون بيس - سينيور بينك
- دراغون بول سوبر - هيت
- كل شيء يصبح أف - ساتشيرو ماغاتا
- ناينتي ون دايز - فنسنت
- لعبة الجوكر - الفيكونت ناويا أريساكي
- بوبوكي بورانكي - غي بالفيل أفي
- بوبوكي بورانكي: عمالقة الكوكب - غي بالفيل أفي
- موشيشي - والد أماني
- غارو: ختم اللهب - الفارس الذهبي السابق
- سايكو-باس - جوجي سايغا
- سايكو-باس 2 - جوجي سايغا
- هجوم العمالقة Season 3 - كيني أكرمان
- هجوم العمالقة The Final Season - كيني أكرمان
- ذا غود أوف هاي سكول - جين تيجين
- داي الشجاع (2020) - ماتوريف

### أوفا أنمي
- تيكن: ذا موشن بكتشر - كازويا ميشيما

### أفلام أنمي
- ون بيس فيلم غولد - غيلدو تيزورو
- فاينل فانتسي VII: أدفنت تشيلدرن - سيد هايويند
- سايكوباس - جوجي سايغا
- سينت سيا فصل النعيم: الإفتتاحية - أبولون
- العضو القاتل - الرئيس
- ثلاثية أفلام غودزيلا
  - غودزيلا: كوكب الوحوش - إندورف
  - غودزيلا: مدينة على شفير المعركة - إندورف
- يوغي: الجانب المظلم للأبعاد - والد باكورا
- بلام! - العم
- الليل قصير, سيري يا فتاة - تودو-سان
- البدلة المتنقلة جاندام ناريتيف - أبايف

## أدواره في ألعاب الفيديو
- ياكوزا 2 - ماكوتو داتي
- ياكوزا 3 - ماكوتو داتي
- ياكوزا 4 - ماكوتو داتي
- ياكوزا: ديد سولز - ماكوتو داتي
- ياكوزا 5 - ماكوتو داتي
- ريو غا غوتوكو إيشن! - ناكاوكا شينتارو
- كينغدوم هارتس II - سيد
- كراش تيم رسينغ - بينسترايب بوتورو
- ون بيس: أنليميتد وورلد ريد - ريد (إصدار نينتندو سويتش/PS4)
- ستريت فايتر V - جي

## أدواره في الدبلجة اليابانية
- أسطورة مريدا - الملك فيرغوس
- حكاية لعبة 3 - التليفون الثرثار
- كورالاين - تشارلي جونز
- نهوض الحراس - بيتش بلاك
- مدغشقر: الهروب إلى أفريقيا - ماكونغا
- ساحة المعركة: الأرض - تيرل
- سبايدرمان - نورمان أوزبورن/غرين غوبلن

## وصلات خارجية
- كازوهيرو ياماجي على موقع IMDb (الإنجليزية)
- كازوهيرو ياماجي على موقع ميوزك برينز (الإنجليزية)
- كازوهيرو ياماجي على موقع قاعدة بيانات الفيلم (الإنجليزية)
- كازوهيرو ياماجي على موقع ANN person (الإنجليزية)
- صفحة IMDb